# پیزر نوک‌دار
پیزر نوک‌دار (نام علمی: Schoenoplectus mucronatus) نام مترادف (Scirpus mucronatus) نام یک گونه از سرده تزک است.